# Saborna crkva u Sarajevu
Saborna crkva u Sarajevu je saborna crkva Mitropolije dabrobosanske Srpske pravoslavne crkve, te jedna od najvećih crkava na Balkanu.

## Povijest
Odluka O izgradnji Saborne crkve u Sarajevu donijeta je na početku 1859. godine, a sama gradnja započeta je 1863. godine i trajala je 11 godina. Radovi su završeni 1. svibnja 1874. godine. Osvećenje završene crkve izvršio je mitropolit dabrobosanski Pajsije 1872. godine
Dozvolu za izgradnju crkve izdao je sultan Abdul Aziz da bi ublažio kritike iz Europe zbog vjerske netrpeljivosti. Sama crkva je izgrađena dobrovoljnim prilozima građana Sarajeva i okolnih mjesta, kao i dubrovačkih, beogradskih, tršćanskih i bečkih trgovaca. Postoji zapis da je i sam sultan bio jedan od onih koji su dali svoj prilog.
Današnji izgled crkve malo se razlikuje od prvobitnog. Saborna crkva je građena od kamena. U osnovi je trobrodna bazilka kombinovana s upisanim križom i ima pet kupola. Crkva je duga 37 m, široka 22.5 m. Visina zidova je 15.5 m, srednje kupole 34 m, a malih 20 m. Prvobitno je bila prekrivena olovnim krovom, ali su u vrijeme Prvog svjetskog rata Austrougari skinuli olovo, uključujući zvona i pokrili crkvu limom. Nakon toga je 1921. godine izvršena prva rekonstrukcija kada je u crkvu uvedena električna energija i kada su postavljena nova zvona težine 2.800 kg, 1.600 kg i 750 kg, te bakreni krov. Urađena je i unutrašnja adaptacija objekta.
Godine 1873. arhimandrit Sava Kostanović je iz Rusije donio ikone za ikonostas koje se i danas nalaze u crkvi. Oltar, kao i prostor ispred njega je uzdignut u odnosu na ostatak crkve za tri stepenika. Uz zidove crkve nalaze se drvene stolice. Na oltaru se nalaze tri kubeta, a u ostatku crkve su još pet, većih. Uz desni stub smješten je pozlaćeni tron za mitropolita. Unutrašnji zidovi ukrašeni su ornamentalnom slikanom dekoracijom. Lukovi, svodovi i apsida crkve također su ukrašeni ornamentikom.
U toku rata rata od 1992. do 1995. crkva nije oštećena. Međutim, zbog godina koje su prošle, vanjska rekonstrukcija je ipak nakon rata obavljena, i to donacijom Grčke. Također, u godinama poslije rata, Srpska pravoslavna crkva pokušava da vrati u posjed zgradu Ekonomskog fakulteta u Sarajevu, prostor koji je zajedno s trgom kupljen za izgradnju Saborne crkve i pravoslavne bogoslovije u periodu između 1859. i 1862. godine. Taj spor do danas nije riješen.

## Vanjske povezice
- Internet prezentacija saborne crkve